# The Butterfly Effect
The Butterfly Effect là một bộ phim thuộc thể loại tâm lý, hồi hộp gay cấn, kịch bản và đạo diễn bởi Eric Bress và J. Mackye Gruber, với các diễn viên Ashton Kutcher và Amy Smart. Chủ đề (tiêu đề) phim đề cập đến hiệu ứng bươm bướm, một giả thuyết, ví dụ về thuyết hỗn loạn, trong đó mô tả cách thức một khác biệt nhỏ ban đầu, theo thời gian có thể dẫn đến một hệ quả lớn không lường trước được.
Kutcher vào vai Evan Treborn, một sinh viên 20 tuổi, với Amy Smart đóng vai người bạn thời thơ ấu Kayleigh Miller, William Lee Scott vai người anh trai tàn bạo Tommy, và Elden Henson vai người hàng xóm của họ, Lenny. Evan phát hiện ra mình có khả năng du hành ngược thời gian, quay về chính cơ thể mình (vẫn là trí não trưởng thành nhưng trong cơ thể lúc trẻ hơn) và thay đổi hiện tại bằng cách thay đổi những hành vi trong quá khứ. Từng là nạn nhân của nhiều chấn thương tâm lý thời thơ ấu và trầm trọng hơn bởi chứng mất trí nhớ do căng thẳng, Evans cố gắng sửa chữa mọi thứ cho bản thân và bạn bè, nhưng luôn có những hậu quả không mong muốn. Bộ phim phần lớn xoay quanh hồi tưởng của các nhân vật về cuộc sống lúc 7 - 13 tuổi, và có một vài kết cục khác nhau cho cuộc sống hiện tại của Evans khi anh cố gắng thay đổi quá khứ, trước khi kết thúc ở một kết quả cuối cùng.
Bộ phim nhận được những ý kiến đánh giá tiêu cực từ giới phê bình, dù vậy nhưng bộ phim lại là một thành công về mặt thương mại với tổng doanh thu hơn 96 triệu đô la Mỹ. Bộ phim đã giành được giải thưởng Pegasus Audience Award tại Liên hoan phim quốc tế Brussels (Brussels International Fantastic Film Festival), và đã được đề cử ở hạng mục Phim Khoa học viễn tưởng hay nhất tại Giải Sao Thổ (Saturn Awards), và giải cho phim gay cấn (Choice Movie: Thriller) tại Giải Sự lựa chọn của Giới trẻ (Teen Choice Awards).

## Nội dung
Trong suốt quá trình lớn lên và trưởng thành, Evan Treborn và bạn bè của mình, Lenny và anh em Kayleigh & Tommy Miller, phải chịu đựng nhiều chấn thương tâm lý nghiêm trọng mà thường khiến Evans mất trí nhớ. Những chấn thương này bao gồm việc bị bố của Tommy, Geory Miller (Eric Stoltz thủ vai), ép buộc tham gia đóng phim khiêu dâm trẻ em; bị bóp cổ tới gần chết bởi cha đẻ của mình, Jason Treborn (Callum Keith Rennie thủ vai), người sau đó đã bị lính gác giết ngay trước mặt Evans; ngộ sát một bà mẹ cùng đứa con gái khi đang nghịch thuốc nổ với các bạn; và chứng kiến con chó của mình bị thiêu sống bởi Tommy.
Bảy năm sau, trong khi chơi đùa với một cô gái trong phòng ký túc xá của mình, Evan phát hiện ra rằng khi anh đọc nhật ký từ thời vị thành niên, anh có thể đi ngược thời gian và sống lại một phần quá khứ của bản thân. Những lần du hành thời gian của Evans lý giải cho việc thường xuyên bất tỉnh và mất trí nhớ anh gặp phải khi còn nhỏ, bởi đó là những lúc con người trưởng thành của anh chiếm lấy cơ thể, chẳng hạn như lúc cha Evans bóp cổ anh khi nhận ra anh cũng có thể đi ngược thời gian giống mình. Tuy nhiên, có những hậu quả cho những sự lựa chọn mà thay đổi đáng kể của cuộc sống hiện tại của anh. Ví dụ, dòng thời gian của anh dẫn tới những tương lai khác nhau mà ở đó anh là một sinh viên, một tù nhân vì bị buộc tội giết Tommy, và một người cụt cả chân lẫn tay. Cuối cùng, anh nhận ra rằng, dù cho ý định sửa đổi quá khứ là tốt đẹp, những hành động của anh gây ra những kết quả khôn lường, luôn gây hại cho anh hoặc ít nhất là một người thân của anh. Hơn nữa, sự tiếp nhận hàng loạt ký ức của nhiều năm khi chuyển tới dòng thời gian mới đã gây tổn thương cho não của Evans và gây ra những chấn thương nghiêm trọng. Anh đi đến kết luận rằng anh và những người bạn mình có thể sẽ không có tương lai tốt nếu anh cứ thay đổi quá khứ, và anh chỉ gây tổn thương thay vì giúp đỡ họ.
Evan quay về quá khứ một lần cuối cùng, tới ngày mà anh lần đầu gặp Kayleigh hồi còn là một đứa trẻ. Anh cố tình chọc giận cô để rồi cô và Tommy sẽ lựa chọn sống cùng mẹ, ở một nơi khác, thay vì sống với cha khi họ li dị. Kết quả là, họ không phải chịu đựng sự nuôi nấng sai lầm, không trưởng thành cùng Evans, và tiếp tục có một cuộc đời hạnh phúc, thành đạt. Evans thức dậy ở phòng ký túc xá trường đại học, nơi Lenny là bạn anh. Để kiểm chứng, anh hỏi rằng Kayleigh đang ở đâu, và Lenny trả lời "Ai là Kayleigh?". Biết được rằng mọi việc lần này đã ổn thoả, Evans đốt hết những quyển nhật ký và băng ghi hình để tránh thay đổi dòng thời gian thêm lần nào nữa.
Tám năm sau ở thành phố New York, Evans trưởng thành rời khỏi một toà nhà và đi ngang qua Kayleigh trên đường. Mặc dù họ có một thoáng nhận ra nhau, cả hai quyết định tiếp tục bước đi.

## Các phiên bản khác

### Bản phim của đạo diễn
Bản phim của đạo diễn có một cái kết khá khác biệt: Với bộ não bị tổn thương nghiêm trọng và nhận thức được rằng anh sắp bị đưa tới một cơ sở điều trị tâm thần, nơi anh sẽ không có cơ hội du hành thời gian nữa, Evans tuyệt vọng cố gắng thay đổi dòng thời gian bằng việc quay về lúc anh chưa sinh ra (bằng việc xem một đoạn phim gia đình mình), và tự thắt cổ mình bằng cuống rốn khi còn đang trong tử cung để ngăn chặn những biến cố sau này sẽ có thể tiếp tục xảy ra. Điều này thống nhất với một cảnh phim được thêm vào khi một nhà tiên tri mô tả với Evans và mẹ anh ấy rằng anh là một kẻ "không có đường sinh mạng" và "không thuộc về thế giới này".
Kayleigh sau đó xuất hiện là một đứa trẻ trong một dòng thời gian mới, chọn sống với mẹ mình thay vì với cha, và một cảnh phim cho thấy cuộc sống thời thơ ấu của những nhân vật khác đã trở nên vui vẻ và ít bi kịch hơn.

### Kết thúc thay thế
The Butterfly Effect có 4 kết thúc khác nhau được quay:
1. Kết thúc của bản chiếu rạp cho thấy Evans và Kayleigh bước qua nhau trên hè, anh nhìn thấy và nhận ra cô, nhưng tiếp tục bước đi.
2. Bản "kết thúc có hậu" cho thấy Evans và Kayleigh dừng lại trên vỉa hè khi bước ngang qua nhau. Họ giới thiệu bản thân và Evans mời cô đi uống cafe.[3]
3. Kết thúc mở tương tự khi Evans và Kayleigh bước qua nhau, và tiếp tục bước đi, ngoại trừ việc lần này, Evans, sau khi do dự, đã quay đầu lại là đi theo Kayleigh.[4] Kết thúc này đã được chọn trong bản tiểu thuyết của bộ phim, viết bởi James Swallow và xuất bản bởi Black Flame.
4. Bản cắt của đạo diễn cho thấy Evans bật đoạn phim gia đình, nhưng thay vì xem thước phim về cảnh hàng xóm tụ tập, lần này anh xem cảnh lúc chính anh được sinh ra. Anh du hành trở về thời điểm chuẩn bị được sinh ra và tự sát bằng cách quấn dây rốn vào cổ mình. Vì vậy, anh chưa từng tồn tại để thay đổi dòng thời gian, và điều này giải thích cho lý do mẹ của Evans đã sảy thai 2 lần trước khi sinh ra anh: Bởi cha của anh có năng lực giống như vậy dẫn tới ông bị chẩn đoán là thần kinh không ổn định, ba đứa trẻ có được năng lực này đã tự sát để tránh gây tổn thương cho mọi người xung quanh.

## Đón nhận

### Từ giới phê bình
Sự đón nhận của giới phê bình dành cho bộ phim hầu hết là tiêu cực. Trên Rotten Tomatoes, bộ phim nhận được đánh giá 33% từ 168 nhận xét; trong khi mức trung bình là 48%. Đa phần đồng tình rằng: "Lý thuyết của phim khá thú vị, nhưng nó được đặt trong một bản phim quá phức tạp và vô vị". Trên Metacritic, một trang đánh giá phim khác, phim đã được 30 trên 100 điểm, tức "nhìn chung là không nhận được sự ủng hộ".

### Chiếu rạp
Mặc dù phải hứng chịu những phê bình tiêu cực, thế nhưng bộ phim lại thành công thương mại, thu về 17.065.227 đô la Mỹ ngay trong tuần đầu phát hành, và đứng vị trí số 1 trên bảng xếp hạng. So với kinh phí làm phim 13 triệu đô, The Butterfly Effect đã có được 57.938.693 đô khi chiếu tại Mỹ và 96.060.858 trên toàn cầu.

### Giải thưởng và đề cử
2004 Giải cho phim Khoa học viễn tưởng, thần thoại và kinh dị  (Giải Sao Thổ)
Phim Khoa học Viễn tưởng hay nhất - được đề cử
2004 Liên hoan phim Brussels
Giải thưởng khán giả Pegasus — Eric Bress, J. Mackye Gruber - thắng giải.
2004 Giải Sự lựa chọn của giới trẻ
Sự lựa chọn cho phim gay cấn (Thriller) - được đề cử

## Phần phim tiếp theo
The Butterfly Effect 2 được phát hành trên DVD vào ngày 10 tháng 10 năm 2006. Nó được đạo diễn bởi John R. Leonetti và hầu như nội dung đều không liên quan tới phần phim gốc. Nó liên quan tới bộ phim đầu tiên bằng một tiêu đề báo có đề cập tới cha của Evans, cũng như sử dụng cùng cách thức du hành thời gian.
Phần phim thứ 3, The Butterfly Effect 3: Tiết lộ (The Butterfly Effect 3: Revelations) đã được phát hành bởi After Dark Film vào năm 2009. Phần phim này kể về cuộc đời của một thanh niên du hành ngược thời gian nhằm giải mã những bí ẩn xung quanh cái chết của người bạn gái trung học của anh. Bộ phim không có liên quan trực tiếp tới 2 phần trước và sử dụng các lý thuyết về phương pháp du hành thời gian hoàn toàn khác.